# Gonzalo
Gonzalo är en ort i Dominikanska republiken.   Den ligger i provinsen Monte Plata, i den östra delen av landet, 60 km norr om huvudstaden Santo Domingo. Gonzalo ligger 286 meter över havet och antalet invånare är 2 027.
Terrängen runt Gonzalo är platt åt nordost, men åt sydväst är den kuperad. Runt Gonzalo är det ganska tätbefolkat, med 70 invånare per kvadratkilometer. Närmaste större samhälle är Sabana Grande de Boyá, 4,5 km väster om Gonzalo. Omgivningarna runt Gonzalo är en mosaik av jordbruksmark och naturlig växtlighet.